# Orature

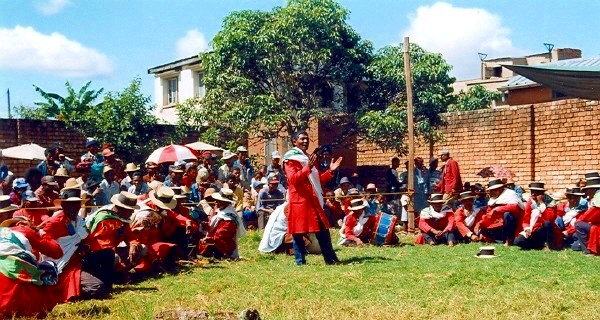
Représentation de hiragasy, tradition orale malgache, propre à la culture des peuples des hauts plateaux centraux de Madagascar.

L'orature constitue un champ conceptuel distinct de la littérature. Ce terme désigne l'ensemble du patrimoine qui se transmet de bouche à oreille sans recours à l'écrit, par tradition orale. Le patrimoine est composé des formules les plus brèves (huchements, cris de guerre, virelangues, proverbes etc.) aux formules les plus longues (contes, légendes, chants, épopées, etc.). Sa composition, immédiate ou différée, recourt exclusivement à l'engrammation mémorielle. Sa performance implique nécessairement une interaction avec un milieu (par exemple: un public). Son mode de transmission enfin est spécifique: l'orature se constitue dans la variation. L'orature est un élément de parole élaboré: un "texte" d'orature (même réduit à une syllabe) a fait l'objet d'une manipulation discursive. On distinguera donc soigneusement ce qui est "oralisé" de ce qui est "vocalisé" : l'orature ne relève pas du style parlé, mais d'un registre formalisé.
À la suture des domaines de l'orature et de la littérature, on inscrira une "orature littéraire" (prolongements écrits de textes oraux), tout de même qu'une "littérature orale" (textes écrits conçus pour être dits).